# Melissa Courtney-Bryant
Melissa Courtney-Bryant (Poole, 30 de agosto de 1993) es una deportista británica que compite en atletismo, especialista en las carreras de mediofondo.
Ganó tres medallas en el Campeonato Europeo de Atletismo en Pista Cubierta entre los años 2019 y 2025, en la prueba de 3000 m.
Estudió Psicología Deportiva en la Universidad Brunel de Londres.

## Palmarés internacional
| Campeonato Europeo en Pista Cubierta | Campeonato Europeo en Pista Cubierta | Campeonato Europeo en Pista Cubierta | Campeonato Europeo en Pista Cubierta |
| Año                                  | Lugar                                | Medalla                              | Prueba                               |
| ------------------------------------ | ------------------------------------ | ------------------------------------ | ------------------------------------ |
| 2019                                 | Glasgow (Reino Unido)                | Medalla de bronce                    | 3000 m                               |
| 2023                                 | Estambul (Turquía)                   | Medalla de bronce                    | 3000 m                               |
| 2025                                 | Apeldoorn (Países Bajos)             | Medalla de plata                     | 3000 m                               |